# 松山町 (山形県)
松山町（まつやままち）は、山形県飽海郡にあった町。

## 地理
最上川沿いに細長く伸びた形をしている。
- 山:
- 河川:最上川
- 湖沼:

### 面積
2004年10月時点
総面積：42.92 km2
- 農地：11.60 km2
- 森林：21.58 km2
- 宅地：1.77 km2

### 隣接していた自治体
- 飽海郡：平田町
- 東田川郡：庄内町
- 最上郡：戸沢村

## 歴史
- 1955年（昭和30年）1月1日 - 飽海郡松嶺町・内郷村・上郷村が新設合併し、松山町が発足[3]。
- 1959年（昭和34年）11月1日 - 東田川郡立川町との境界を変更[4]。
- 1962年（昭和37年）11月1日 - 東田川郡余目町との境界を変更[5]。
- 1996年（平成8年）8月26日 - 東田川郡余目町との境界を変更[6]。
- 2005年（平成17年）11月1日 - 酒田市・飽海郡八幡町・平田町と新設合併し、改めて酒田市が発足。同日松山町廃止[7]。

## 行政

### 市町村合併
松山町は、酒田市と飽海郡4町（松山町・八幡町・平田町・遊佐町）が参加する「庄内北部地域合併協議会（法定協議会）」に参加していた。

### 町長

#### 初代町長選
この項目の出典：
- 告示日：1955年1月22日
- 投票日：1955年2月1日
- 有権者数：4,893人
- 投票者数：4,536票
- 投票率：92.70%

| 当落 | 候補者名 | 得票数  | 経歴             |
| ---- | -------- | ------- | ---------------- |
| 当   | 後藤俊治 | 1,597票 | 前松嶺町議会議長 |
| 落   | 小松濶   | 1,570票 | 前松嶺町長       |
| 落   | 新館粂蔵 | 1,360票 | 第13代内郷村村長 |

#### 歴代町長
| 代   | 氏名       | 就任年月日                | 退任年月日                 | 備考         | 出典   |
| ---- | ---------- | ------------------------- | -------------------------- | ------------ | ------ |
| 1    | 後藤俊治   | 1955年（昭和30年）2月1日  | 1973年（昭和48年）8月18日  | 在任中に死去 | [ 11 ] |
| 2    | 土方大美   | 1973年（昭和48年）9月20日 |                            |              | [ 11 ] |
| 最後 | 佐々木藤正 | 1989年（平成元年）        | 2005年（平成17年）10月31日 | 松山町廃止   | [ 12 ] |

## 姉妹都市・提携都市
- 松山町（宮城県志田郡）
  - 1982年（昭和57年）7月に提携[1]
- 松山町（鹿児島県曽於郡）
  - 1995年（平成7年）12月に提携[1]

## 人口
- 人口：5,302人（2005年10月時点[13]）
  - うち65歳以上：1,317人
- 人口密度：126人/km2（2004年10月時点[2][14]）

2004年時点
- 出生数：31人/年
- 合計特殊出生率：1.58

## 地名
この章の出典：

### 旧松嶺町
大字は設置されておらず、松山町字○○となる。
小字：本町・荒町・新町・片町・北町・仲町・西田・新屋敷・南新屋敷・元新屋敷・肴町・南町・内町・山田・蔵小路・稲荷沢・総光寺沢・真学寺沢

### 旧上郷村
- 大字山寺
- 大字大沼新田
- 大字臼ヶ沢
- 大字地見興野
- 大字大川渡
- 大字成興野
- 大字柏谷沢

### 旧内郷村
- 大字引地
- 大字竹田
- 大字中牧田
- 大字石名坂
- 大字土渕
- 大字小見
- 大字上北目
- 大字中北目
- 大字相沢
- 大字茗ヶ沢
- 大字上餅山
- 大字下餅山

## 地域

### 産業
産業別の就業者数は、2000年時点では製造業が705人と最も多く、次にサービス業が557人、卸売・小売業・飲食店が459人となっていた。

#### 農業
農産物の作付面積は、2004年時点では米が691ヘクタール（ha）と最も多く、次に大豆が187 haとなっていた。

#### 商業
商店数は2004年時点で70店、飲食店は2001年時点で18店あった。

### 教育
- 小学校 - 2004年度の3校合わせた学級数は18組、児童数は294人であった[21]。
  - 松山町立松山小学校
  - 松山町立内郷小学校
  - 松山町立地見興屋小学校
- 中学校
  - 松山町立松山中学校 - 2004年度の学級数は7組、生徒数は182人であった[22]。

## 交通

### 鉄道
町内を鉄道路線は通っていない。鉄道を利用する場合の最寄り駅は、東日本旅客鉄道羽越本線余目駅。

### 路線バス
- 庄内交通
- ひらた交通　※庄内交通廃止路線の代替として、合併前の約1年間だけ町北部に乗り入れていた。
- 松山町営バス

### 道路
- 一般国道
  - 国道345号
- 都道府県道
  - 主要地方道
    - 山形県道40号酒田松山線

## 名所・旧跡・観光スポット・祭事・催事
- 松山能
- 神楽舞
- 松山城址（山形県指定文化財[23]）
- フラワーガーデン
- 松山温泉[24]
- 文化財
  - 總光寺庭園（国指定名勝、1996年3月29日指定）

## 出身有名人
- 阿部次郎 - 哲学者、文学者、東北大学名誉教授[25]
- 阿部正己 - 歴史家[26]